# 糖尿病性神経障害
糖尿病性神経障害（とうにょうびょうせいしんけいしょうがい、英: diabetic neuropathy）は糖尿病患者にみられる種々の末梢神経障害の総称でインスリン作用の不足ないし慢性高血糖状態に起因する末梢神経障害である。高血糖によって生じる末梢神経の代謝障害と血管障害を二大因子として発症すると考えられ、ポリオール代謝亢進による神経内ソルビトールの蓄積、蛋白糖化、フリーラジカル、神経栄養因子の異常、細血管障害による神経虚血説などの仮説が提唱される。糖尿病性神経障害では多数の臨床病型が知られている。

## 疫学
1型糖尿病ではEURODIAB IDDM Complication Studyでは糖尿病性末梢神経障害の合併率は28%であった。糖尿病性神経障害の発症頻度は30%から40%という記載が多いが診断基準によってばらつきがある。

## 臨床病型
Thomasの分類がよく用いられる。この分類では糖尿病性神経障害では高血糖神経障害、対称性多発神経障害、非対称性の神経障害（局所性および多巣性神経障害）、混合型の4つの大別している。高血糖神経障害は未治療で高血糖状態が続く患者にみられる足の針刺し感を主徴とする状態を指す。このしびれ感ないし疼痛感は血糖コントロールとともに軽快する。これは高血糖によるチャネル機能の変化を背景にした生理的ないし機能的な状態と考えられている。対称性障害は糖尿病性多発神経障害（diabetic polyneuropathy）と総称される。糖尿病性多発神経障害は種々の単神経障害（diabetic mononeuropathy）および躯幹神経障害、筋萎縮症からなる。これらの病型の臨床像は糖尿病以外の病因による疾患に酷似するものが多い。混合型はほとんどの場合は糖尿病性多発神経障害に非対称病型を併発する場合を指す。また未治療の糖尿病患者に慢性炎症性脱髄性多発神経炎（CIDP）の併発がしばしば報告されており病因的関連性が疑われている。

## 糖尿病性単神経障害
糖尿病性単神経障害は急性型と慢性型に分けられる。急性型には外眼筋麻痺（眼瞼下垂、複視、眼球運動制限など、特に動眼神経麻痺）、顔面神経麻痺、聴・前庭神経障害（難聴、めまい）、躯幹神経障害（胸腹部のしびれや痛み）、外側大腿皮神経障害（大腿外側部のしびれや痛み）、腓骨神経障害（下腿外側部のしびれや足背屈力低下）などが知られている。急性型糖尿病性単神経障害の特徴は発症の前後してみられる障害神経周辺の鈍痛、比較的良好な経過があげられる。糖尿病性単神経障害の多くは血管栄養神経閉塞が関係した病態と推察され、特に動眼神経麻痺は海綿静脈洞部での栄養神経閉塞が剖検例でも確認されている。糖尿病性動眼神経麻痺では瞳孔回避と言われる所見が特徴である。瞳孔回避では内眼筋麻痺に瞳孔開大が軽度になる。躯幹神経障害は胸腹部のデルマトームに一致した異常感覚、疼痛、感覚鈍麻を生じるもので肋間神経痛様の激しい症状がみられる。片側性のものが多い。胸髄神経根障害であり腰髄神経根障害では糖尿病性筋萎縮症となる。これらは炎症反応を基盤とした多発神経根炎であり脊髄炎などミエロパチーが鑑別となる。慢性型は圧迫性障害が多い。手根管症候群が代表疾患である。

## 糖尿病性多発神経障害
糖尿病性多発神経障害は糖尿病患者の大半が罹患し、緩徐だが確実に進行し、激しいしびれや疼痛のためADL（日常生活動作）が著しく阻害される場合があり、自律神経障害のため生命予後が短縮するため最も問題となる病型である。糖尿病性多発神経障害の頻度は血糖コントロールが悪いほど、糖尿病の罹患年数が長引くほど高くなる。病理学的には遠位性軸索障害（dying-back degeneration）である。糖尿病性多発神経症状は足首より近位に運動感覚症状が広がることはかなり進行した症例に限られ、手に足病変類似の変化がでることは少ない。

### 成因
特にポリオール代謝の活性の亢進、プロテインキナーゼC（PKC）活性異常、酸化ストレスの増加、グリケーションの増加が糖尿病慢性期合併症で重要な役割を担っている。
ポリオール代謝
ポリオールは2価以上の水酸基を有する糖アルコールの総称で、グルコースのポリオールはソルビトールと言われる。ポリオール経路はグルコースからソルビトール、ソルビトールからフルクトースというわずか2段階の反応から成り、アルドース還元酵素がその律速段階である。ポリオール代謝と他の成因との間に密接なクロストークが存在する。末梢神経ではシュワン細胞におけるポリオール代謝亢進が神経障害の発症、進行に深く関与すると考えられる。アルドース還元酵素阻害薬であるエパルレスタットが日本で開発され臨床応用されている。
プロテインキナーゼC
プロテインキナーゼC（PKC）は細胞に普遍的に発現しているキナーゼであり、リン脂質、カルシウムイオン、ジアシルグリセロールなどにより活性化される。糖尿病の末梢神経では血管系組織主体の神経外膜でPKC活性が亢進し、神経系主体の神経内膜でPKC活性は低下する。神経系のPKC活性の低下、血管系のPKC活性の亢進が神経機能障害の原因となる。
酸化ストレス
活性酸素の過剰産出または好まざる組織での活性酸素の産出が抗酸化酵素や抗酸化物質の能力を上回り、局所で産出と消去のバランスが崩れると活性参加による細胞や組織の障害が発生する。この状態を酸化ストレスと呼んでいる。末梢神経は酸化ストレス防御機構が脆弱であり酸化ストレスが神経障害の発症や進展に寄与している。抗酸化薬であるα-リポ酸は糖尿病性神経障害を改善させることが報告されている。ドイツでは臨床応用されているが日本人ではα-リポ酸によるインスリン自己免疫症候群が報告されており内服には特別な配慮が必要である。
グリケーション異常
グリケーション異常としてはAGE-RAGE系が重要である。AGE-RAGE系は高血糖の記憶を形成するのに関わっている。これは終末糖化産物（AGEs）とその受容体であるRAGEによる系である。AGEsは糖による蛋白、脂質、核酸の非酵素的糖化反応（メイラード反応）の結果、生体内に促進的に形成・蓄積される糖化修飾物質の総称である。AGEsは酸化ストレスや炎症、高血糖下で内因性に形成されるだけでなく外因性に食品中や喫煙により摂取されている。糖尿病患者がある程度の期間高血糖に暴露されてしまうと生体がそれを「高血糖のつけ・借金」として認識してしまい、その後血糖コントロールを図っても必ずしも血管合併症の進展を抑えることができないという現象である。
神経栄養因子
末梢神経系は中枢神経系とことなり再生能力を有するが糖尿病性神経障害では再生能力が極端に低下している。神経栄養因子であるNGF、IL、VEGF、IGFなどを投与したりウイルスベクターを用いた遺伝子治療、神経栄養因子補充を目的とした骨髄由来間葉系幹細胞、骨髄由来内皮細胞前駆細胞移植などの細胞移植による治療も研究されている。
血流障害
糖尿病性神経障害では血流障害が発症に関与している。大血管や小血管の内皮細胞の障害で虚血や再灌流障害が起こる。

### 神経症候学
糖尿病性多発神経障害の症状は感覚障害であることが多い。進行すると自律神経機能障害が現れはじめ、筋力低下を訴える患者はごく少数の進行期の患者に限られる。しかし末梢神経伝導速度検査では初期からF波の潜時延長が認められるため神経障害自体は早期から出現していると考えられる。自律神経徴候や筋力低下が出現しにくい理由については何らかの症状抑制機構が働いているという考えもある。
感覚障害
初期症状としては足先や足裏の異常感覚が多い。多少の左右差はあっても両足の対称性に認められる。皮膚に触れるとザラザラ、ビリビリする錯感覚もみられる。これらは残存神経や再生神経の異常な神経インパルスの結果である。足底が薄皮で覆われたような感覚鈍麻は陰性症状であり神経線維現象を反映した症状である。初期の感覚障害は足に限局するが、進行すると靴下型になりさらに進行すると手袋靴下型になる。
運動障害
運動神経神経線維は感覚神経線維と同様に初期から障害されるが糖尿病性多発神経障害で筋力低下が初期から目立つことはない。運動神経の緩徐変性では生存運動神経線維による脱神経筋線維再支配が有効に作用するためである。つまり、筋力低下は筋力維持機構破綻の結果であり、進行した患者に限られる。遠位部優位性障害の糖尿病性多発神経障害で運動神経系の破綻が最初にみられるのは足部の筋である。特に短趾伸筋の萎縮はアキレス腱反射低下や振動覚低下と同様の重要な無症候性徴候である。足趾を背屈させて短趾伸筋が確認できなければ萎縮していると考えられる。
自律神経障害
糖尿病性多発神経障害では全身の自律神経徴候が認められる。生命予後の短縮に深く関連するのは起立性低血圧などの心血管系異常、激しい下痢や頑固な便秘、胃麻痺などの消化器系徴候、排尿困難や残尿などの泌尿器系異常である。糖尿病性多発神経障害で独自の症状として無自覚性低血糖があげられる。
有痛性神経障害
糖尿病性多発神経障害の経過中に四肢や体幹の激しい疼痛をきたす状態である。著明な体重減少を伴う場合やインスリン治療で血糖やヘモグロビンA1cを急速に低下させた場合に多い。多くは触覚で疼痛が生じる激しい錯疼痛を呈する。足を床に置くだけで激しく痛み、苦痛のために歩行不能となる。疼痛は数ヶ月から1年続き、自然消退するが高度の感覚鈍麻が残る。

### 検査

#### 一般身体所見
脛骨前色素斑
脛骨前色素斑は前脛骨部褐色萎縮班とも言われる。両側前脛骨部を中心に多数出現する淡茶色の円形斑点である。前脛骨部に軽い炎症を伴って紅斑、小水泡、紫斑が出現する。次いで表面平滑な暗赤色の班がみられる。徐々に直径が大きくなるとともに数が増え、色素沈着と皮膚萎縮を伴って小円形褐色萎縮班となる。糖尿病経過の長い男性でみられることがある。
デュピュイトラン拘縮
デュピュイトラン拘縮は結節状に線維芽細胞が増殖して手掌腱膜の短縮を生じ、進行性に指の屈曲変形をきたす結合組織病のひとつである。糖尿病性神経障害の進行した男性にみられることがある。

#### 神経学的所見
感覚障害
自覚症状としては手足のしびれなど異常感覚や痛みを訴える。糖尿病性神経障害では左右の足先または足底で症状が最強となる。手指にはじまるしびれは糖尿病性神経障害より第2/3指の場合は手根管症候群、第4/5指の場合は肘部管症候群や頚椎症を疑う。陽性症状は神経障害が軽度でも高血糖などにともなって一過性に生じる場合がある。陰性症状が神経障害を反映する。痛覚や振動覚の低下が客観的な陰性症状の所見となる。振動覚は内踝でC128アルミ音叉を用いて測定する。内踝で10秒以下という基準が「糖尿病神経障害を考える会」での診断基準で書かれている。しかし全糖尿病患者で10%しかこの基準を満たさない。振動覚の障害を検出するには母趾で振動覚を測定したほうが検出率は高い。特に母趾のIP関節背側ならば全糖尿病患者の28%で10秒以下となる。
運動障害
糖尿病性神経障害の運動障害も足先からはじまる。足趾でものをつかむ、つま先で踏ん張るといった行為に影響がでるが患者の多くは自覚していない。客観的には筋萎縮や筋力低下がわかりやすい。筋萎縮は短趾伸筋が最も観察しやすい。骨間筋が萎縮するとハンマー足趾を呈する。母趾外転筋の筋が萎縮すると凹足になる。筋力低下は足趾の内転と外転が評価しやすい。糖尿病性神経障害の患者では足趾を広げるように指示をしても骨間筋の筋力低下で足趾を広げることができないことがある。アキレス腱反射の消失もしばしば認められる。腱反射の消失はJendrassik法で誘発しても出現しないことを確認する。糖尿病患者でアキレス腱反射が消失するとのはおよそ半数であり、高齢者ではアキレス腱反射が消失しても直ちに異常とは言えない。筋痙攣（muscle cramp）は自覚されやすい症状である。これは運動神経の過敏性と異常発射、異常伝搬を反映する。血糖管理を厳密にすると出現しにくくなる。
自律神経障害
起立性低血圧による立ちくらみ、膀胱直腸障害、糖尿病性下痢や発汗異常といった症状をうったえる。糖尿病性下痢は夜間に生じる腹痛を伴わない激しい下痢である。ヘッドアップティルト試験や心電図のCVRRなどがよく行われる検査である。

#### 神経伝導速度検査
神経伝導速度検査では初期変化では脛骨神経F波最短潜時の延長が認められる。進行すると腓腹神経のSNAP振幅の低下、さらに進行すると脛骨神経と腓骨神経のCMAP振幅の低下が起こる。その後腓腹神経のSNAPが誘発されなくなり、最終的には脛骨神経のCMAPも誘発されないようになる。

### 診断
サンアントニオ合意基準とその後開発されたNIS（LL）+7testsがゴールドスタンダードである。簡便のため日本では糖尿病性神経障害を考える会の簡易診断基準が用いられることもある。

### 鑑別診断
筋力低下が目立つ場合、上肢に感覚障害が目立つ場合、下肢非対称の感覚障害の場合は糖尿病性多発神経障害以外の可能性を疑い精査するべきである。
筋力低下が目立つ場合
感覚障害や自律神経障害が軽微で脱力が目立つ場合はCIDPなど他のニューロパチーや多発筋炎などの可能性を検討する。
上肢に感覚障害が目立つ場合
上肢の障害が下肢に比べて顕著な場合は頚椎症性神経根症や頚椎後縦靭帯骨化症あるいは手根管症候群や肘部管症候群などの絞扼性神経障害の可能性が高い。
下肢非対称の感覚障害
腰部脊柱管狭窄症ではしばしば左右差が目立つ。

### 治療
血糖コントロール
痛み止め
有痛性糖尿病性神経障害の治療は国際疼痛学会の神経障害性疼痛の管理ガイドラインや日本糖尿病学会の科学的根拠に基づく糖尿病診療ガイドラインに基づいておこわなれる。
代謝異常改善薬
エパルレスタットが用いられる。
漢方薬治療
牛車腎気丸（ごしゃじんきがん、ツムラ107番）が糖尿病性神経障害のしびれの緩和に有効なことがある。牛車腎気丸は坐骨神経痛で用いられることが多い。

## 糖尿病性自律神経障害
糖尿病性自律神経障害(diabetic autonomic neuropathy)は無自覚に潜在的に進行していくことから、患者自身が症状を訴えた時点では相当症状が進行していることが多い。診断では自律神経障害の原因となる他の疾患（多系統萎縮症やアミロイドーシス、傍腫瘍性神経症候群など）の合併を除外する必要がある。このため、家族歴、既往歴、薬物使用歴をふくむ注意深い問診、臨床徴候の把握および理学的検査が必要である。特に循環器系の障害が突然死のリスクがあり重要である。それ以外の循環器系の障害としては安静時頻脈、運動不耐性（運動時に心拍や血圧低下）、起立性低血圧などが知られている。病態は糖尿病性多発神経障害と同様と考えられている。
| 系統             | 障害                 | 症状                                                            |
| ---------------- | -------------------- | --------------------------------------------------------------- |
| 循環器系         | 起立性低血圧         | QOLの低下、失神、網膜症や腎症の進展                             |
| 循環器系         | 無痛性心筋梗塞       | 心不全、突然死                                                  |
| 循環器系         | 心拍変動障害         | 安静時頻脈、不整脈、突然死                                      |
| 循環器系         | 血圧日内変動障害     | 夜間高血圧、心臓肥大、腎障害                                    |
| 循環器系         | 血管交感神経障害     | インスリン浮腫、中膜石灰化、 神経性骨関節障害（シャルコー関節） |
| 循環器系         | 皮膚血流障害         | 動静脈吻合、静脈怒張                                            |
| 消化器系         | 食道・胃アトニー     | 嚥下障害、血糖コントロール悪化、低血糖                          |
| 消化器系         | 胆嚢アトニー         | 胆石症                                                          |
| 消化器系         | 糖尿病性下痢         | QOLの低下、起立性低血圧                                         |
| 消化器系         | 肛門アトニー、便秘   | 便失禁、QOL低下                                                 |
| 泌尿器・生殖器系 | 弛緩性膀胱           | 尿路感染症、腎障害、尿失禁                                      |
| 泌尿器・生殖器系 | 勃起障害、逆行性射精 | QOL低下、うつ状態、不妊                                         |
| その他           | 無自覚低血糖         | 血糖コントロール悪化、事故、突然死                              |
| その他           | 発汗低下             | 易感染性、皮膚・足病変、壊疽                                    |
| その他           | 瞳孔障害             | 縮瞳、視力障害                                                  |

## 糖尿病性筋萎縮症
糖尿病性神経障害の中に急性または亜急性の経過で臀部や大腿部などの下肢近位部に筋力低下と筋萎縮が出現する病態に遭遇する。この病態を糖尿病性筋萎縮症といい、Thomasの分類では下肢近位ニューロパチーと明記されている。日本では全糖尿病症例の約1.7%に認められ男性に多いと報告される稀な病態である。

### 概要
中高年の2型糖尿病患者に体重減少を伴って急性もしくは亜急性の経過で発症し、下肢近位筋群を中心に非対称の筋力低下および筋萎縮を認めることに加えて、同部位に強い疼痛を認めることが多い糖尿病性筋萎縮症と発症と糖尿病罹患年数、血糖コントロールは関連が乏しい。治療後有痛性神経障害の合併、糖尿病性躯幹神経障害の合併の報告がある。基本的には単相性の経過で自然寛解することが多いが、遷延した治療経過を示すことが多く、後遺症を残すことも多い。特に筋力低下は経過中高度であることが多く、強い疼痛も加わって多くの症例で自立歩行が困難になる。疼痛や筋力低下以外にも約半数で起立性低血圧、性機能障害、膀胱直腸障害などの自律神経障害を認める。

### 病態
糖尿病性筋萎縮症は臀部や大腿部などの下肢近位筋群や傍脊柱筋の急性神経原性変化を特徴として、腰仙骨神経根・神経叢を主たる責任病巣とするため糖尿病性腰仙部神経根叢障害(diabetic lumbosacral radiculoplexus neuropathy;DLRPN)と呼ばれることがある。DyckらはDLRPN症例の腓腹神経生検を詳細に検討した結果、神経上膜の血管周囲に単球を主体とした炎症細胞浸潤、血管壁の炎症、血管周囲のヘモジデリン沈着、血管新生を認め、細動静脈・毛細血管を中心に存在する血管炎に伴う神経虚血がDLRPNの原因であると報告している。また、DLRPN症例に対するステロイド、免疫抑制薬、免疫グロブリン療法の有効性が報告されていることから血管炎の原因として何らかの免疫異常が関与しているものと考えられる。DLRPNは他の糖尿病性ニューロパチーの他の病態と明らかに異なりひとつの独立した神経疾患という意見もある。

### 治療
血糖コントロールと疼痛管理と免疫療法が検討される。
血糖管理
高血糖管理は全身管理上重要であるが、治療後有痛性神経障害の合併をふせぐため急激な血糖管理は避けることが望ましい。
疼痛管理
有痛性神経障害の治療に準じる。
免疫療法
ステロイド、免疫抑制薬、血漿交換、免疫グロブリン療法いずれも有用と考えられている。しかし全ての症例に免疫療法が奏効するわけではない。

## 糖尿病性舞踏病
高齢者に多く下肢が不随意的に舞踏運動やバリズムをする症候で突然発症する。発症機序は不明。

### 原因
多くは高血糖性脳症に伴って発症するが、血糖改善に伴って発症した例の報告もある。

### 治療
補液、血糖コントロール